# Hudson Historic District (New York)

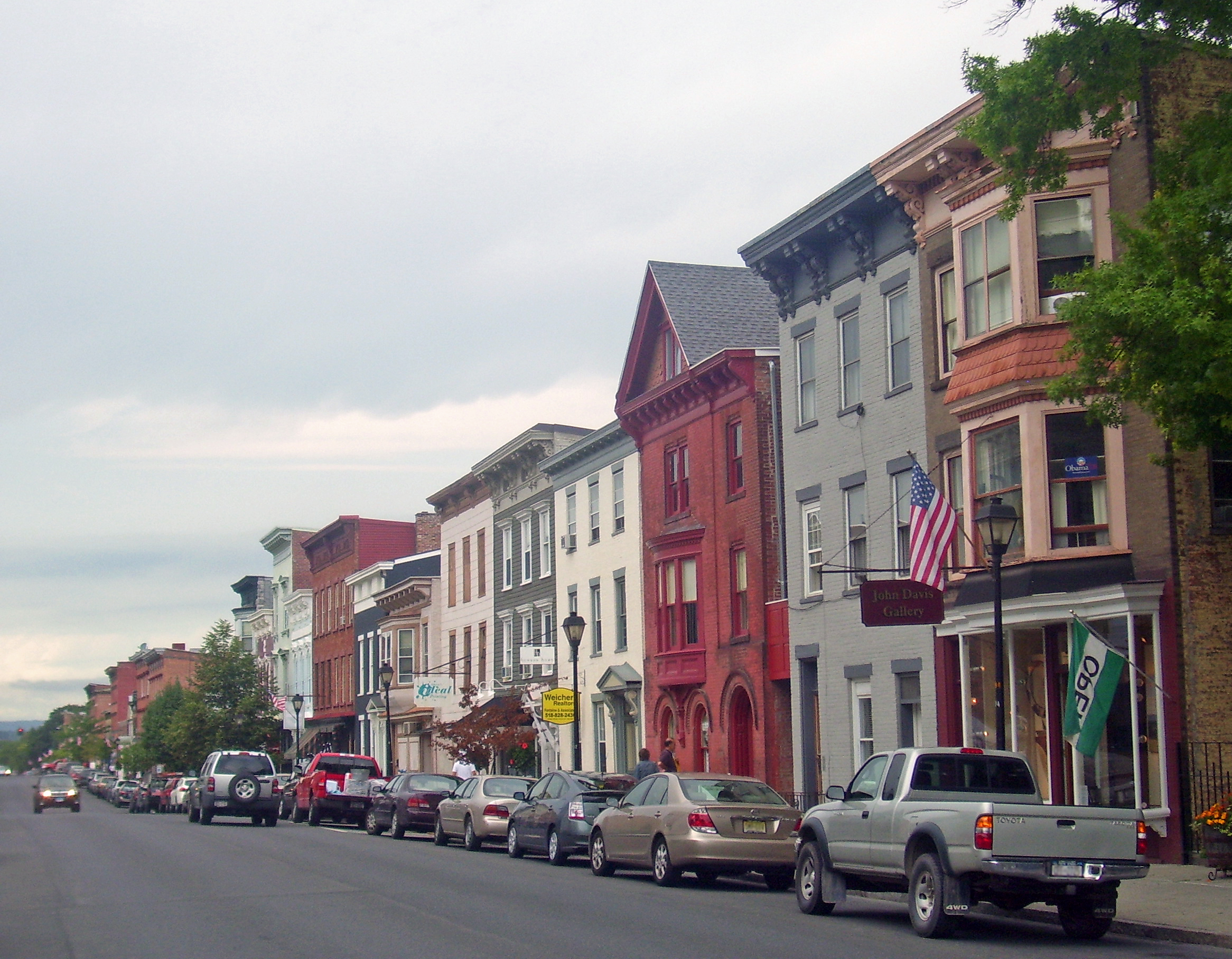
Blick entlang der Warren Street (2008)

Der Hudson Historic District ist ein Denkmalschutzbezirk im Zentrum von Hudson, New York in den Vereinigten Staaten von Amerika und ist eines der reichhaltigsten Verzeichnisse der Architekturgeschichte im Bundesstaat New York. Er hat eine Fläche von 55,7 Hektar und reicht vom östlichen Ufer des Hudson River bis fast zur östlichen Stadtgrenze. Das Kerngebiet des Bezirks umfasst 45 Straßenblöcke. 756 Bauten innerhalb des Distrikts sind Contributing Propertys und die meisten von ihnen stammen aus der Zeit zwischen der Gründung der City und der Mitte der 1930er Jahre. Der Distrikt wurde 1985 in das National Register of Historic Places eingetragen.
Innerhalb des Distrikts liegt ein Teil des ursprünglichen Front Street-Parade Hill-Lower Warren Street Historic Districts. Dieser wurde 1970 eingerichtet, doch wurde ein Teil seiner Bauten abgerissen und daher nicht in den heutigen Historic District mitaufgenommen. Das Zentrum Hudsons ist einer der wenigen Fälle, in denen das von dem Gründern im 18. Jahrhundert angelegte Straßengitter bis in die heutige Zeit eingehalten wurde. Die Warren Street ist die Hauptstraße des Distrikts und entstand im 19. Jahrhundert. Sie gilt als die am besten erhaltene Hauptstraße aus dieser Zeit in New York.
Die ältesten Gebäude in dem Distrikt spiegeln die Ursprünge Hudsons in der Zeit unmittelbar nach dem Amerikanischen Unabhängigkeitskrieg wider, als Walfänger aus Neuengland einen sicheren Hafen für ihre Schiffe suchten. An diese Vergangenheit erinnern Darstellungen von Walen auf den Beschilderungen der Straßennamen in Hudson. Später wurde die Stadt zu einem industriellen Zentrum, in dem Arbeiterwohngebiete und prächtige Wohnsitze von Fabrikeigentümern entstanden. Zu Beginn des 20. Jahrhunderts machte die offiziell tolerierte Prostitution in der heutigen Columbia Street die Stadt bekannt als die kleine Stadt mit dem großen Rotlichtbezirk.
Die Bemühungen zum Denkmalschutz seit der Begründung des historischen Distrikts haben zur wirtschaftlichen Wiederbelebung der Stadt beigetragen. Schon kurz nach der Einrichtung des Bezirks eröffneten Antiquitätenhändler ihre Geschäfte an der Warren Street, sodass die Straße schließlich von The New York Times als die beste Einkaufsmöglichkeit für Antiquitäten im Nordosten der Vereinigten Staaten erklärt wurde. Später folgten Kunstgalerien und eine Reihe der Wochenendbesucher sind nach Hudson umgezogen, darunter auch einige Prominente. Der Zuzug dieser neuen Einwohner führte zur Renovierung der alten, von ihnen erworbenen Häuser. Die Stadt hat inzwischen eine Kommission eingerichtet, deren Aufgabe der Schutz des historischen Charakters des Distrikts ist.

## Geographie
Der historische Distrikt ist unregelmäßig geschnitten, folgt aber im Groben dem von Nordwesten nach Südosten ausgerichteten Straßengitter der Stadt, wobei sein Kern durch die neun mal fünf Straßenblöcke an der Hauptstraße der Stadt, der Warren Street gebildet wird. Am westlichen Ende sind die Gebiete an der Westseite der Front Street und die Uferfront der Stadt eingeschlossen und durch einen Block an der Warren Street mit dem Kernbereich des Distrikts verbunden. Insgesamt gehören 748 beitragende Gebäude, fünf Bauwerke und drei Objekte zu dem historischen Distrikt.
An der South Third Street (NY 9G/23B) gehört ein modernes Gebäude an der südöstlichen Ecke der Kreuzung nicht zum Distrikt, jedoch alle Grundstücke östlich davon bis zur Trasse einer früheren Eisenbahnstrecke. Ein Ausbeulung im Norden schließt Anwesen an der North Fourth Street bis zur State Street ein. Im Osten folgt die Distriktsgrenze den Bahngleisen bis zur North Seventh Street und erstreckt sich dann an der Warren Street (hier Bestandteil der US 9) ostwärts. 
Von der Warren Street erstreckt sich der historische Distrikt erneut nach Norden und schließt Bauten an North Sixth und North Seventh Street bis zur State Street ein sowie Teile der Columbia Street. Ein anderer Abschnitt ragt von Warren und Columbia Street zur Eighth Street hinauf und endet unterhalb des Krankenhauses mit dem nahegelegenen Rossman-Prospect Avenue Historic District; in diesem Gebiet wohnten Arbeiter eines Eisenwerks im Norden der Stadt. Der historische Bezirk schließt auch Teile der Union Street ein und seine Grenze im Osten trifft sich mit der Südgrenze an den früheren Bahngleisen gegenüber der South Seventh Street.
Die Grundstücke in diesem historischen Bezirk sind dicht bebaut, wobei eine gemischte Nutzung vorherrscht. Ladenfronten im Erdgeschoss dominieren die Kernbereiche entlang von Allen, Union und Warren Street. Einige wenigere größere Wohnhäuser befinden sich im zentralen Bereich des Distrikts an diesen Straßen, die ruhigeren Seitenstraßen sind überwiegend mit kleineren Wohnhäusern bebaut. Öffentliche Gebäude wie das Courthouse des Columbia Countys und das U.S. Post Office Hudson konzentrieren sich um die Kreuzung von Warren und South Fourth Street. Mehrere Kirchen und Industriegebäude sind über die Fläche des historischen Bezirks verstreut, ebenso wie drei größere Freiflächen: Promenade Park im Westen, Courthouse Square sowie der Platz, der im Osten des Bezirks von Columbia, North Seventh und Warren Streets und dem Park Place umgeben ist.

## Geschichte
Hudson war eine der ersten geplanten Städte in Nordamerika. Noch heute steuert der Plan der schon lange gestorbenen Stadtgründer ihr heutiges Wachstum.

### 18. Jahrhundert
Während der Kolonialzeit und dem Amerikanischen Unabhängigkeitskrieg war Hudson eine kleine, nur wenig entwickelte Siedlung am Wasser, die als Claverack Landing bekannt war. Dies begann sich zu ändern, als 1783 eine Gruppe von Walfängern aus Neuengland, von denen viele Quäker waren, weiter nach Westen kamen und nach der Möglichkeit suchten, ihre Schiffe so unterzubringen, dass es den Briten nicht mehr so einfach gelang, diese zu finden und zu zerstören. Claverack Landing lag damals zwischen zwei kleinen Buchten in der Nähe des Punktes, bis zu dem seetüchtige Schiffe den Hudson River befahren konnten und erschien deswegen für diesen Zweck ideal. Diese Leute kauften das Land von einem der niederländischen Siedler in dem Gebiet und unterteilten es in Parzellen gleicher Größe. Dazu vereinbarten sie, es selbst zu besiedeln oder kostendeckend zu verkaufen.
Um 1785 waren genügend Einwohner aus Nantucket und Rhode Island zugezogen, um Hudson als erste City New Yorks seit der Unabhängigkeitserklärung inkorporieren zu können, als dritte Stadt in diesem Bundesstaat überhaupt. Diese frühen Einwohner reservierten die Hochfläche, die heute als Promenade Hill das Wasser am westlichen Ende des historischen Distrikts überragt, als frei zugängliche Fläche zum Vergnügen der Bürger. Einige dieser Neuankömmlinge demontierten ihre Häuser in Neuengland und bauten sie in Hudson wieder auf den 50 mal 120 Fuß (etwa 15 mal 37 m) messenden Parzellen wieder auf.
Diejenigen, die neue Häuser errichteten, verwendeten dabei die anonyme Bautradition der Hafenstädte Neuenglands, aus denen sie kamen. Es waren meist in Holzständerbauweise errichtete Häuser mit zentralem Kamin wie etwa 116 Union Street. Sie vermieden im Allgemeinen die niederländischen Bautradition des Hudson Valleys. Das Gambreldach von 126 Union Street etwa ist nicht von den Dächern auf den Häusern niederländischer Siedler inspiriert, sondern von den älteren in Neuengland.
Sie begründeten das Gitternetz, nach dem die Straßen angelegt wurden, wobei viele dieser Straßen noch lange nicht bebaut oder überhaupt konstruiert wurden. Zwanzig Fuß (rund 7 m) breite Fußwege wurden zwischen den längeren Straßen angelegt, womit die noch heute bestehenden Alleen geschaffen wurden. Warren Street sollte die Hauptstraße der Stadt werden und die Fourth Street war als Nordsüdachse gedacht.
Im Jahr 1800 hatte die Stadt 4000 Einwohner und das Gebiet war bis zur Sixth Street angelegt. Hudson blieb fast das ganze 19. Jahrhundert im Rahmen dieses Gitters. Innerhalb dieses Gittes entstand ein Muster, welches noch heute besteht: Die Gebiete nördlich der Warren Street sind hauptsächlich Wohngebiete der Bevölkerung mit niedrigerem Einkommen, während die Straßenblöcke südlich davon von der mit einem gehobenen Einkommen bewohnt werden.

### 19. Jahrhundert

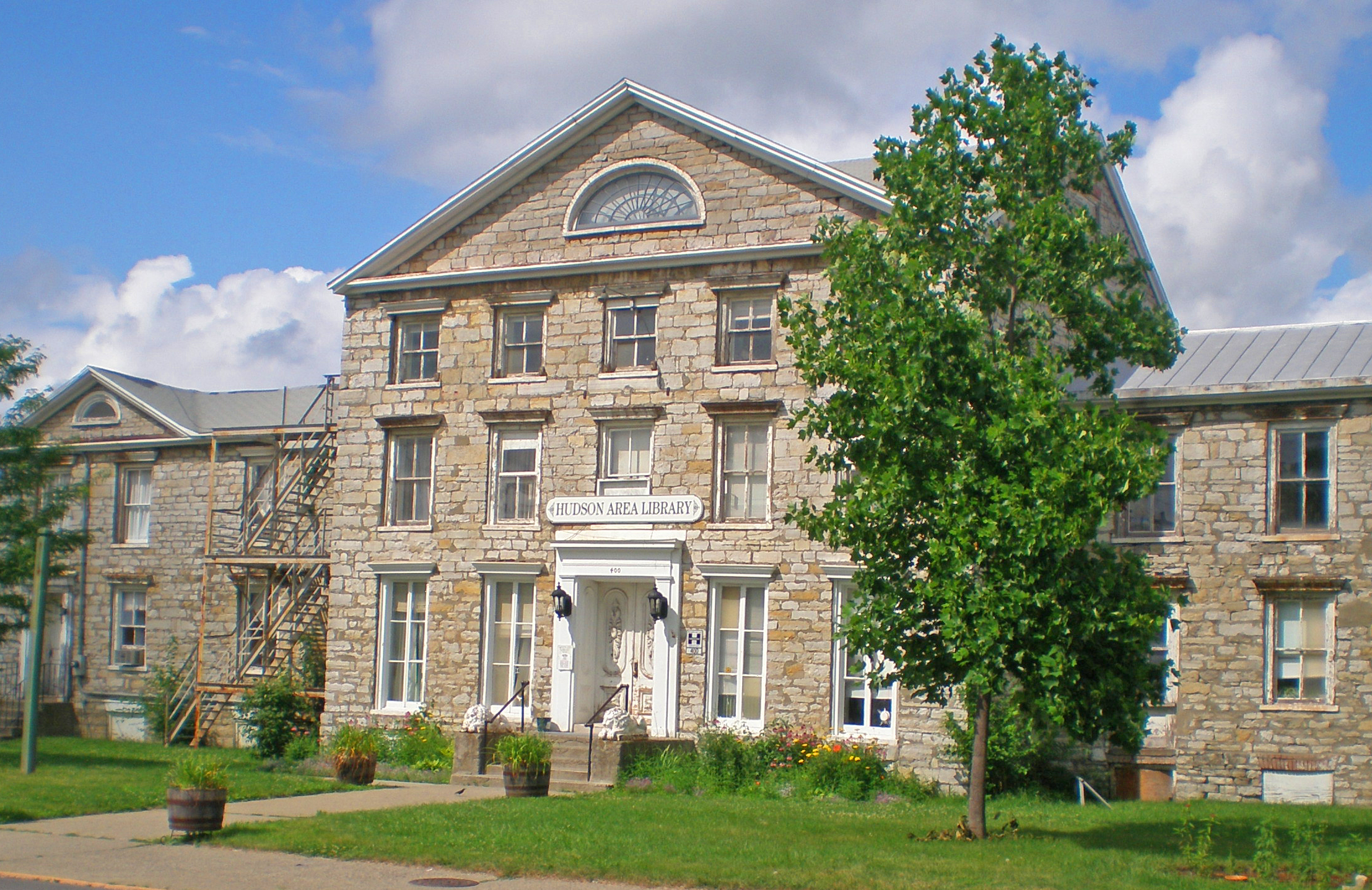
Hudson Area Association Library, 1816 im Federal Style erbaut

Die Anfangsjahre des neuen Jahrhunderts erbauten die Nachkommen der Stadtgründer ihre Häuser in dem neu aufgekommenen Federal Style. Die älteren davon sind die vielen zweistöckigen Backsteinhäuser an der Front Street und die westlichen Abschnitte von Union und Warren Street. Viele davon wendeten die strukturelle Bauweise der Neuenglandhäuser an, was die im Federal Style errichteten Häuser Hudsons von denen der umliegenden Gemeinden unterscheidet. Spätere Bauten weisen eine elaboriertere Architektur auf, wie etwa das Robert Jenkins House in 113 Warren Street, mit Details aus Marmor, elliptischen Oberlichtern und verhalteneren Proportionen.
Nach dem Krieg von 1812 und der britischen Seeblockade taumelte die US-Walfangindustrie für eine Weile, konnte sich in den 1830er Jahren jedoch erholen. Dieser wirtschaftliche Boom manifestierte sich architektonisch in Hudson durch den Klassizismus. Viele Häuser wurden in diesem Stil errichtet, zu nennen ist eine Gruppe solcher Häuser an der Columbia Street östlich vom Park Place. Beispiele dafür sind das ornamentierte Curtis House in 32 Warren Street und die Tempelhäuser in 51 Partition Street und 738 Warren Street. Um 1850 kam der Picturesque-Stil in Mode, der Architekturmischung der Stadt und fügte sie besser in die den Rest der Region ein, wo Spätformen der Neugotik, wie der von Andrew Jackson Downing bevorzugte Stil der Carpenter Gothic zuerst an Popularität gewonnen hatten.
Dieser Bau-Boom nahm ab, als das Petroleum in den 1840er Jahren begann, das Walöl zu verdrängen. Der Bau der Hudson River Railroad später in diesem Jahrzehnt schnitt die Stadt von ihrem Hafen ab, wodurch ihre Zeit als Walfangzentrum beendet war, gab aber wie auch der mit dem Erie Canal verbundene Verkehr am Fluss der Stadt ein neues Dasein als industrielles Zentrum. Wie in vielen anderen Städten im Nordosten der Vereinigten Staaten entstand eine Textilindustrie. Auch Ziegeleien prosperierten und die Allen Paper Car Wheel Works, welche Radsätzen für Eisenbahnwaggons produzierte, wurde gedanklich mit Hudson verbunden. Das Cornelius H. Evans House, 414–416 Warren Street, kann symbolisch für diese Zeit der Stadtentwicklung stehen. Das große Backsteinhaus im Stil des Second Empires war das Wohnhaus eines erfolgreichen Brauers und Getränkeabfüllers und seiner Familie.

### 20. Jahrhundert

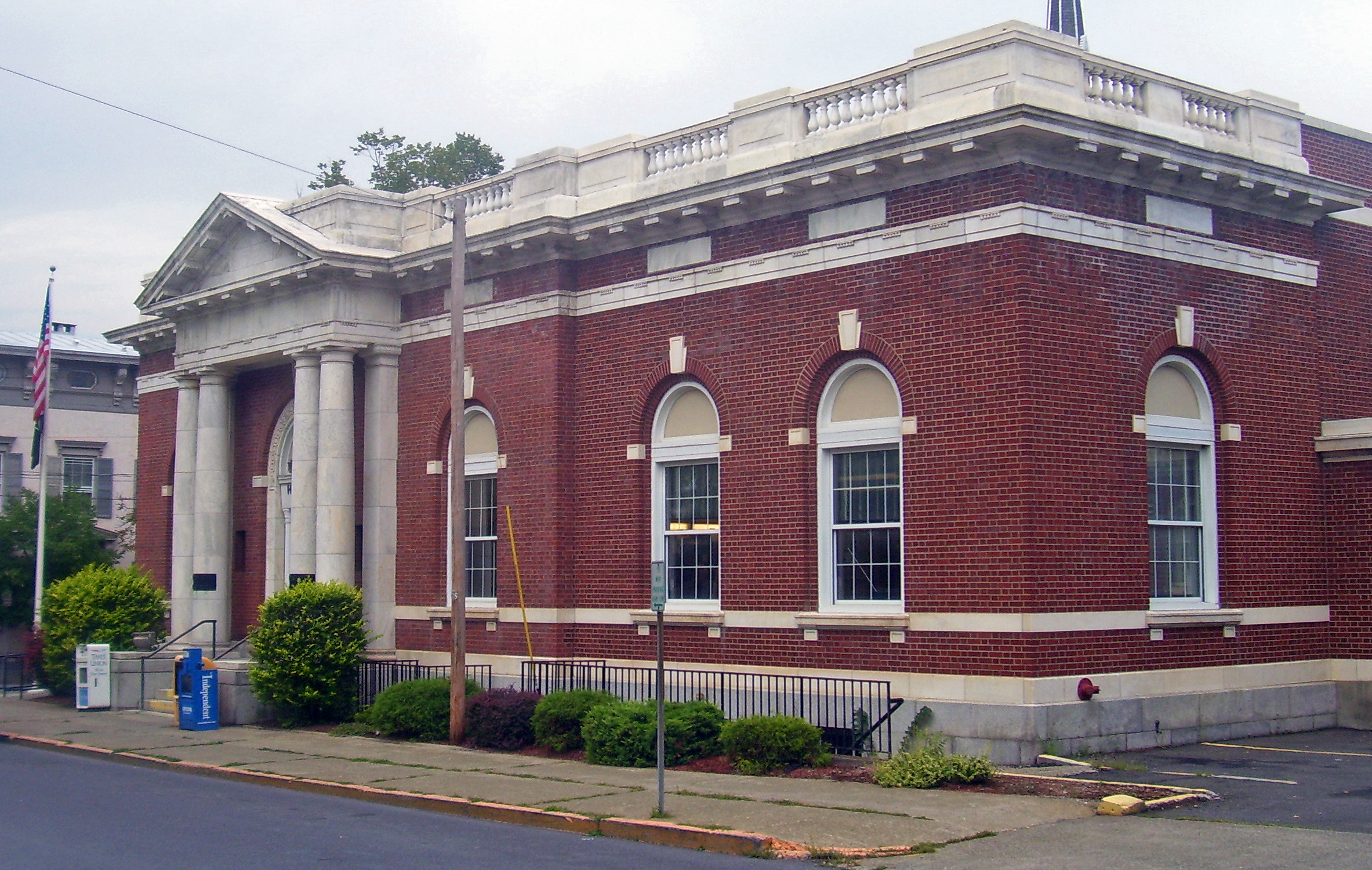
Das 1911 errichtete Postamt

Zwar verloren die Industriezweige, die zu Beginn des 19. Jahrhunderts für den Wohlstand der Stadt gesorgt hatten, am Ende des Jahrhunderts an Bedeutung, doch blieb die Wirtschaft Hudsons stabil. Warren & Wetmore entwarfen das neue, 1900 erbaute Courthouse des Countys. Dessen neoklassizistische Elemente wurden ein Jahrzehnt später an der Fassade des neuen Postamtes wieder aufgegriffen. Zu diesem Zeitpunkt war das Straßengitter fast vollständig bebaut und in den westlichen Bereichen, in Ufernähe, stark industriell genutzt, wodurch dieser Stadtteil an Attraktivität, in ihm zu wohnen, abnahm. Innerhalb des historischen Distrikts gibt es einige weitere verstreute Beispiele der Architektur aus der Anfangszeit des 20. Jahrhunderts, wie etwa 521 Union Street, das frühere Gebäude des YMCA.
Die meisten Neubauten entstanden am Anfang des 20. Jahrhunderts in der Warren Street, in der vier Kirchen und eine Schule gebaut wurden. Zu dieser Zeit bildete sich ein neuer Pfeiler der örtliche Ökonomie: die Prostitution. Alte Häuser an der Diamond Street wurden in Bordelle umgewandelt. Auf dem Höhepunkt dieser Entwicklung waren 15 Bordelle in Betrieb, wodurch die Stadt für ihren Rotlichtbezirk im Land und sogar in Übersee bekannt wurde. Gangster wie Jack „Legs“ Diamond gehörten zu den regelmäßigen Besuchern und deren Einfluss und das von ihnen verteilte Geld trugen zur Korruption der örtlichen Polizei und der Verwaltung bei, sodass die Bordelle florieren konnten. Dies endete 1950 als die Staatspolizei eine Razzia an der Diamond Street (der heutigen Columbia Street) durchführte und viele der Bordellbesitzer verhaftete. Viele von ihnen kehrten nie in die Stadt zurück und die Bordelle blieben für immer geschlossen.
Dem Niedergang der Prostitution folgte kein Aufstieg eines neuen Industriezweiges und so unterlag die Stadt gegen Ende des 20. Jahrhunderts einem Abwärtstrend. Auch die Einrichtung des westlichen Teils des heutigen historischen Distrikts im Jahr 1970 als Front Street-Parade Hill-Lower Warren Street Historic District in das noch recht neue National Register of Historic Places konnte den Abbruch einiger älterer Bauten an der Front Street nicht verhindern und als 1985 der heutige Distrikt geschaffen wurde, klammerte man diese Flächen aus. Insgesamt 48 Bauten des früheren Distrikts bestehen noch und sind beitragende Bestandteile des Hudson Historic District.

## Signifikante Contributing Propertys
Zwei der Gebäude innerhalb des historischen Distrikts sind eigenständig im National Register eingetragen, eines vor seiner Schaffung und eines wurde später hinzugefügt. Außerdem gibt es einige weitere nennenswerten Contributing Propertys:
- Das Cornelius H. Evans House wurde 1861 im Stil des Second Empires an der Adresse 414-416 Warren Street erbaut. Das Backsteinhaus eines ortsansässigen Brauereibesitzers ist eines der bekanntesten Gebäude der Stadt. Es wurde 1974 als erstes Gebäude in Hudson in das National Register of Historic Places eingetragen.
- Das 1911 erbaute U.S. Post Office aus Backsteinen an 402 Union Street ist eines von zwölf Postämtern im Bundesstaat New York, das von James Knox Taylor, dem Chefarchitekten des US-Finanzministeriums, zu Beginn des 20. Jahrhunderts projektiert wurde. Es war Taylor, der begonnen hatte, klassische Verzierungselemente mit dem bei Postämtern bevorzugten Stil des Colonial Revival zu kombinieren. In Hudson verwendete er zwei römisch-inspirierte Portika, die denen des Courthouses auf der gegenüberliegenden Seite des Platzes ähnelten.[7] Das Postamt war 1988 mit einer Reihe weiterer Postämter in New York Gegenstand einer Multiple Property Submission.
- Das Columbia County Courthouse entstand 1900 im neoklassizistischen Stil. Das von Warren & Wetmore entworfene Gebäude steht an der Südseite des Courthouse Squares.[5]
- Das Commercial building at 260 Warren Street ist ein selten gewordenes klassizistisches Bauwerk mit Pfeilern und Fensterbänken aus Stein.
- Das House at 116 Union Street ist eines der herausragendsten Beispiele der anonymen Architektur Neuenglands aus den Anfangstagen der Stadt; es entstand um 1785.[5]
- Die Old City Hall an 327 Warren Street ist ein spät (1854) entstandenes klassizistisches Backsteingebäude und war für viele Jahre das wichtigste öffentliche Gebäude Hudsons.
- Das Robert Jenkins House in 113 Warren Street ist ein im Federal Style gebautes Gebäude und gehörte einem der ersten Bürgermeister der Stadt. Es ist eines der reifsten Beispiele dieses Stils in Hudson.[5]

## Denkmalschutz
Die Stadt schuf 2003 eine Denkmalschutzkommission, deren Aufgabe es ist, Bauanträge für Neubauten und Veränderungen an den Außenfassaden bestehender Bauten im historischen Distrikt zu überprüfen. Die Kommission wird aus sieben vom Bürgermeister ernannten Mitgliedern, von denen mindestens einer ein Architekt, einer ein Historiker und einer ein Einwohner des Distrikts sein muss. Alle Mitglieder der Kommission müssen ein Interesse am Denkmalschutz haben. Die Kommission tritt mindestens einmal monatlich zusammen. Neben der Bewertung von Bauanträgen gehört auch die Einstufung von Bauten als Kulturdenkmal zu den Aufgaben der Kommission.